# Гојко Грђић
Гојко Грђић (Гацко, 1907 — Београд, 1979) био је српски економиста и статистичар.

## Биографија
Гимназију је завршио у Сарајеву. Дипломирао је на Правном факултету Универзитета у Београду 1931. године, а економске студије наставио у Берлину, где је и докторирао 1934. године. Радио је у министарству трговине и индустрије 1936-1939, а затим прешао за доцента на Економско-комерцијалној високој школи.
Био је члан Српског културног клуба и сарадник Српског гласа.
Био је комесар за цене и  наднице у влади Милана Аћимовића, али је убрзо подео оставку. 1942. године је отпуштен из службе и хапшен од Гестапоа. После Другог светског рата поново у државној служби, а од 1948. године до пензије је наставник и професор на Економском факултету у Београду, где је предавао Економску статистику и Макроекономске билансе.
Био је декан Економског факултета, један од оснивача Југословенског статистичког друштва и Статистичке ревије и члан Међународног стататистичког института.

## Дела
- 1950. Индустријска статистика
- 1952. Привредна историја Европе
- 1953. Производне снаге Србије (коаутор)
- 1955. Народни доходак - методолошка студија
- 1966. Народни доходак и привредни биланси
- 1967. Систем народно-привредних биланса
- 1970. Статистика за економисте
- 1975. Макроекономски биланси
- 2015. Успон и пад Титове Југославије - политекономски биланс